# Продление президентских полномочий в постсоветских странах
Продление президентских полномочий в странах постсоветского пространства — увеличение срока президентских полномочий, традиционно сопровождающееся изменениями Конституции и норм права, а также препятствующее демократизации и установлению конституционных традиций. Практика получила широкое распространение на территории бывшего СССР после 1990-х годов. Она характеризуется особой политической конъюнктурой, возникшей из-за географического положения, неразвитости демократических институтов в большинстве стран и общего исторического опыта.
По состоянию на 2020 год президенты почти всех бывших республик СССР (за исключением Латвии, Эстонии, Молдавии, Литвы и Украины) предпринимали попытки увеличить срок нахождения у власти. Основными методами сохранения полномочий являлись: обнуление предыдущего президентского срока, конституционное закрепление возможности переизбираться неограниченное число раз, увеличение легитимного срока, временная передача полномочий.

## Переход к демократическому строю
Первыми президентами постсоветских государств становились либо представители радикальной националистической оппозиции, либо руководители коммунистических партий союзных республик, которые смогли на некоторое время переориентироваться на национально-демократические ценности. Ко второму типу относятся Леонид Кравчук (Украина), Мирча Снегур (Молдавия), Аяз Муталибов (Азербайджан), Сапармурат Ниязов (Туркмения), Ислам Каримов (Узбекистан), Нурсултан Назарбаев (Казахстан), Рахмон Набиев (Таджикистан). Все они до распада СССР занимали посты первых секретарей или секретарей республиканских коммунистических партий. Они смогли удержаться у власти благодаря отсутствию у оппозиции ресурсов для смещения действовавших лидеров. Большой процент советских лидеров, сохранивших власть после распада СССР, объясняется также политическими традициями. Население ассоциировало новую выборную должность с действовавшими руководителями, которые перенесли авторитарные практики КПСС. Например, президент Узбекистана Ислам Каримов после выборов заявлял депутатам Верховного Совета, что «в нашей республике может быть или демократия или порядок».
Коммунистические лидеры в России, Киргизии, Беларуси, Грузии и Армении были смещены партийной элитой или бывшими диссидентами. В России президентом стал председатель Верховного Совета РСФСР Борис Ельцин, в Киргизии — академик Аскар Акаев, в Грузии — Звиад Гамсахурдиа, в Армении — Левон Тер-Петросян, Беларусь возглавил председатель Верховного Совета Станислав Шушкевич.
Формально все лидеры получили власть в ходе парламентских или всенародных выборов. Но фактические электоральные процедуры сыграли незначительную роль, так как переход власти совершился до голосования. Политическая элита использовала демократический институт, чтобы закрепить легитимность и продемонстрировать курс на либерализацию. Дальнейшая политика первых лидеров во многом определила пути развития разных стран и постепенное возвращение к авторитаризму. К примеру, в Казахстане, Узбекистане и Туркмении оно наблюдалось с первых лет нового режима, в Азербайджане и Армении произошло после военного конфликта в Карабахе; в Таджикистане — после Гражданской войны; в Грузии — после затяжных гражданских и межэтнических конфликтов. В последующие годы главы разных государств использовали целый ряд приёмов, чтобы узурпировать власть и продлить свои полномочия.

## Практика продления полномочий

### Методы
Продление полномочий является одной из тенденций развития института президента в бывших республиках СССР, что стало возможно из-за его неразвитости. Практика осуществляется либо увеличением количества сроков для одного президента, либо продлением их продолжительности, либо одновременным увеличением продолжительности и количества. Главы государств используют несколько основных методов:
- полная отмена ограничений на переизбрание одного лица (Беларусь, Азербайджан, Туркмения);
- отмена ограничений на переизбрание конкретного президента (Туркмения, Узбекистан, Таджикистан);
- изменение сроков фактического нахождения у власти (Казахстан, Таджикистан, Россия);
- объявление первого президентского срока нулевым вследствие принятия новой конституции (Киргизия, Украина);
- продление президентских полномочий посредством референдума (Туркмения, Казахстан, Узбекистан);
- временная передача полномочий подконтрольному преемнику и переход на другую высокопоставленную должность (Россия).

Также отдельные исследователи относят к подобным практикам трансфер власти, при котором часть полномочий президента переходит премьер-министру. Президент может инициировать переход к парламентской республике, чтобы по окончании срока возглавить правительство. Например, такую попытку предпринимал Михаил Саакашвили в Грузии, однако его партия не набрала необходимого количества голосов на выборах, необходимых для возможного назначения главы правительства и эта идея так и не была реализована. Более удачной в реализации такого трансфера была Армения, где бывший президент стал правящим премьер-министром ровно на неделю.
После конституционной реформы 2020 года СМИ предполагали, что президент России Владимир Путин стремится ослабить президентский аппарат и расширить полномочия премьер-министра, чтобы занять его пост в 2024 году.

### Опыт постсоветских стран

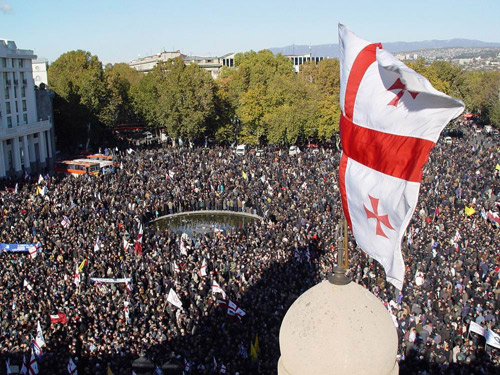
Манифестации на площади Свободы в Тбилиси во время Революции роз, 2003 год

Исследователи отмечают четыре основных периода реформ, связанных с продлением полномочий президентов в постсоветских государствах. В 1990-х и начале 2000-х годов поправки к Конституциям стран Центральной Азии, Восточной Европы и России были сосредоточены на увеличении сроков и возрастных ограничений. Вторая волна автократических изменений характеризовалась частыми недемократическими трансферами власти, зачастую сопровождавшимися массовыми волнениями (Революция роз, Оранжевая, Васильковая и Тюльпановая революции). К третьему периоду относят события 2016—2019 годов (трансфер власти в Киргизии, Узбекистане и Казахстане, неудачная попытка бывшего президента Армении Сержа Саргсяна занять должность премьер-министра). К четвёртому — серию выборов 2020-х годов и завершение трансфера власти в Казахстане.
По состоянию на 2020 год продление президентских полномочий свыше положенных по Конституции сроков не наблюдалось только в странах с парламентской формой правления: Латвии, Эстонии и Молдавии, а также Литве, Грузии и Украине. При этом президенты двух последних стран предпринимали попытки сохранить власть, но по разным причинам были вынуждены от них отказаться.
Последней страной, где бывший глава государства продлевал своё нахождение у власти, была Армения, что закончилось акциями гражданского неповиновения и отставкой премьер-министра спустя неделю правления (2018 год).

#### Азербайджан

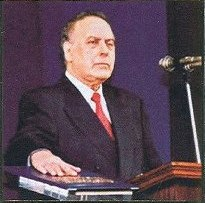
Инаугурация Гейдара Алиева. 1993 год

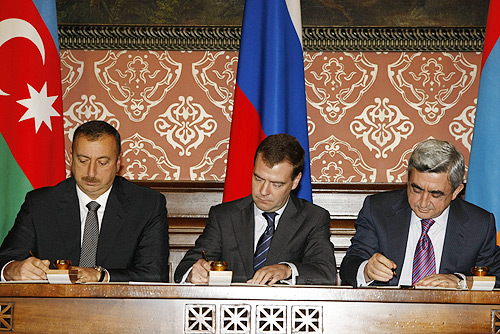
Ильхам Алиев, Дмитрий Медведев и Серж Саргсян во время подписания декларации по Нагорному Карабаху, 2008 год

В 1993 году президентом Азербайджана стал Гейдар Алиев, который был переизбран в 1998 году. В преддверии президентских выборов 2003 года в Конституцию был внесён[кем?] ряд изменений: уменьшена необходимая для победы доля голосов до чуть более 50 %, а также изменён порядок замещения должностей — в случае отставки президента его пост занимает премьер-министр. Будучи тяжелобольным, в 2003 году в нарушение действовавшей Конституции Гейдар Алиев зарегистрировался в своих третьих президентских выборах. Одновременно он назначил главой правительства своего сына Ильхама Алиева, который также баллотировался на пост главы государства. За две недели до голосования действующий президент сложил полномочия и отказался от участия в выборах в пользу своего сына. Ильхам Алиев победил на выборах с результатом около 77 % голосов и стал первым в СНГ «наследным» президентом. Ряд экспертов заявлял о фальсификациях и называл трансфер власти «династическим». Через год после своего избрания на второй срок в 2008-м Ильхам Алиев провёл в стране референдум об отмене запрета на бо́льшее число сроков для одного президента и получил возможность участвовать в выборах неограниченное число раз. Европейская комиссия назвала ситуацию серьёзным шагом назад в развитии демократии в Азербайджане. Политологи характеризуют политическую практику в стране стремлением к монархии, предположительно, власть сохранится в семье Алиевых и перейдёт к супруге президента Мехрибан, а потом — к их сыну Гейдару Алиеву-младшему. Об этом свидетельствует создание в 2016 году должности первого вице-президента, на которую Ильхам Алиев назначил свою жену. Одновременно в Конституцию внесли поправки, увеличившие срок полномочий с пяти до семи лет и уменьшившие срок проведения досрочных выборов с трёх месяцев до двух. В сентябре 2016-го прошёл референдум, закрепивший новые пункты закона.

#### Армения

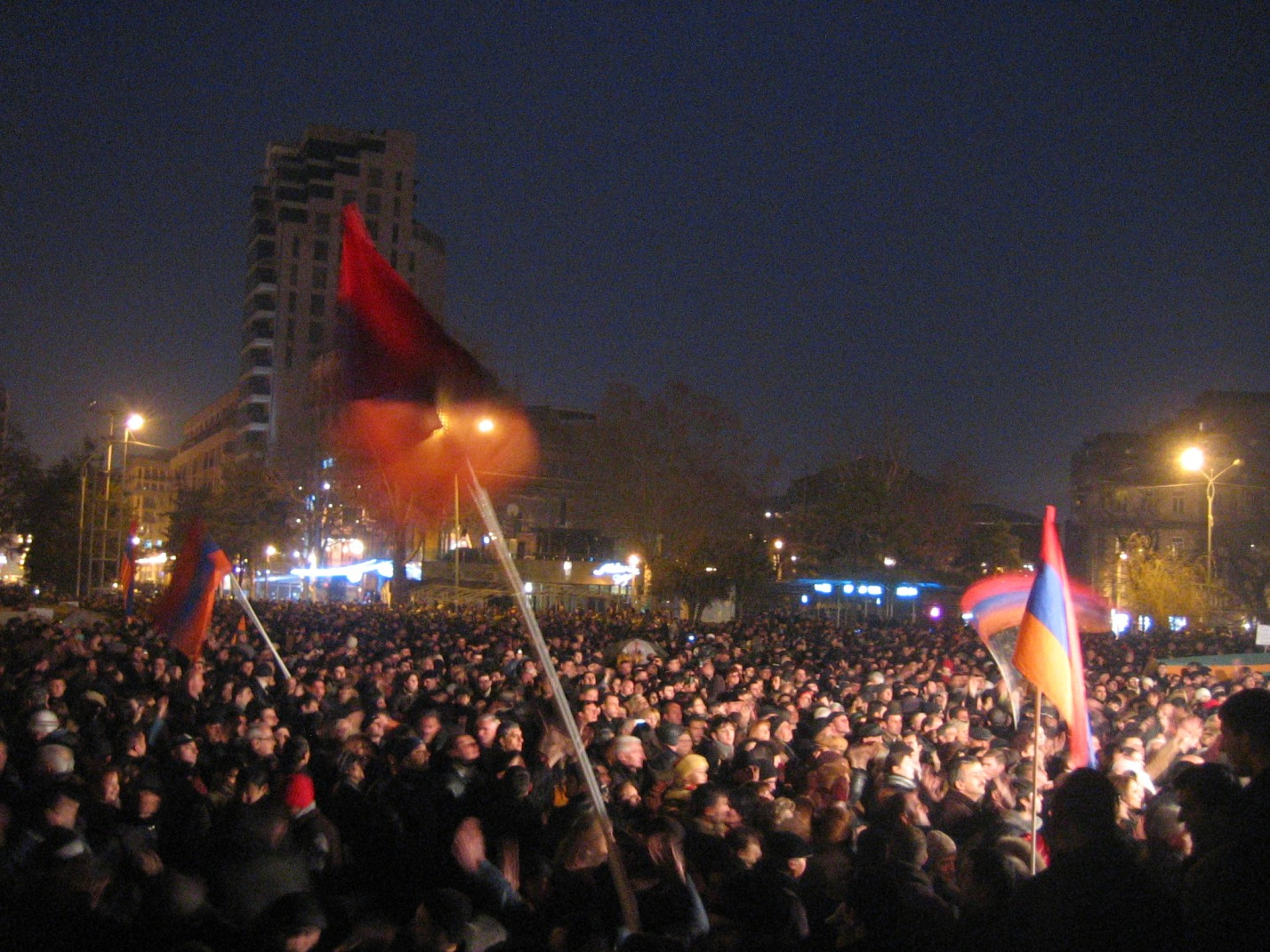
Митинг оппозиции в Ереване, 2008 год

В 2005 году незадолго до окончания последнего срока полномочий второго президента Армении Роберта Кочаряна на референдуме были приняты поправки к Конституции, которые перераспределяли часть его полномочий между парламентом и главой правительства. Это свидетельствовало о том, что готовится сценарий рокировки, при котором Кочарян сохранит власть в своих руках. Его преемником должен был стать премьер-министр Серж Саргсян, а сам Роберт Кочарян — занять при нём пост премьер-министра. Однако главный противник коалиции и первый президент Армении Левон Тер-Петросян не признал неубедительную победу Саргсяна на выборах 2008 года. Его сторонники спровоцировали массовые акции протеста. Правящая элита сумела не допустить переворота, однако и сценарий преемничества был реализован не полностью: Серж Саргсян не стал назначать Роберта Кочаряна премьер-министром.

#### Беларусь

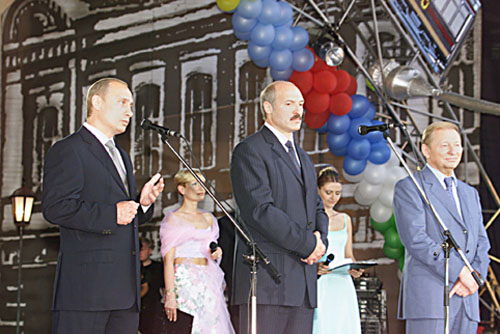
Владимир Путин, Александр Лукашенко и Леонид Кучма на Славянском базаре, 2001 год

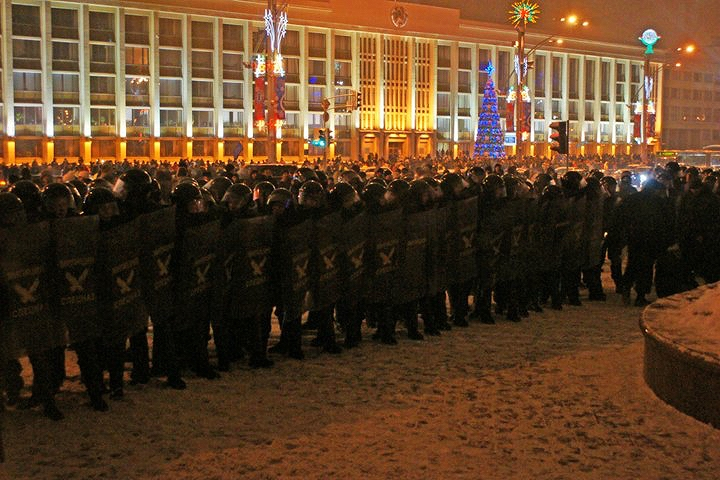
Акция протеста в Минске, 2010 год

В июле 1994 года на первых президентских выборах в Беларуси победил Александр Лукашенко. Через два года в стране приняли новую Конституцию, которая аннулировала его предыдущий срок и закрепляла пятилетний легитимный период президентства. Фактически Лукашенко оставался у власти семь лет. Венецианская комиссия назвала изменения не соответствующими «демократическим минимальным стандартам европейской конституционной традиции». Поправки вызвали резкую критику, США и страны Европейского союза отказались их признавать. На президентских выборах 2001 года Лукашенко был переизбран, а через три года в стране прошёл референдум, отменивший ограничение в два президентских срока подряд. Так, президент участвовал и побеждал на выборах в 2006, 2010, 2015 и 2020 годах. После первых двух в стране проходили массовые акции протеста. Последовавшие жёсткие разгоны демонстраций получили широкую критику в политической среде, Европейский Союз ввёл ряд экономических санкций против Беларуси, её политических лидеров и крупных предпринимателей. В 2016-м ограничения отменили, чему способствовало мирное проведение президентских выборов годом ранее и освобождение ряда политзаключённых. За свою политику Лукашенко получил у западных обозревателей прозвище «последний диктатор Европы». В преддверии выборов 2020 года в стране прошли многотысячные митинги объединённой оппозиции, вызванные ухудшением социально-экономической ситуации, отсутствием действенных реформ, недоверием к президенту. Популярность президента в обществе резко сократилась, и он прибег к антидемократическим мерам: отстранению оппозиционных политиков от выборов, массовым фальсификациям и жёстким разгонам демонстраций. 14 августа 2020 года Центральная избирательная комиссия Республики Беларусь заявила, что окончательный результат Лукашенко на выборах составил 80 %, однако, подсчёты активистов сильно отличались от официальных цифр. Отдельные страны не признали результатов выборов, продолжаются массовые акции протеста.

#### Грузия

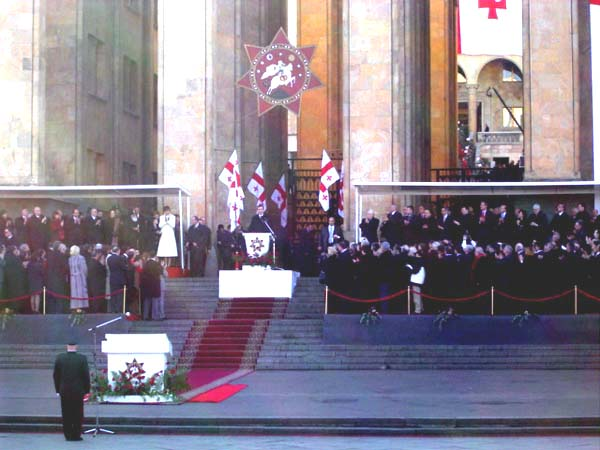
Инаугурация президента Саакашвили, 2004 год

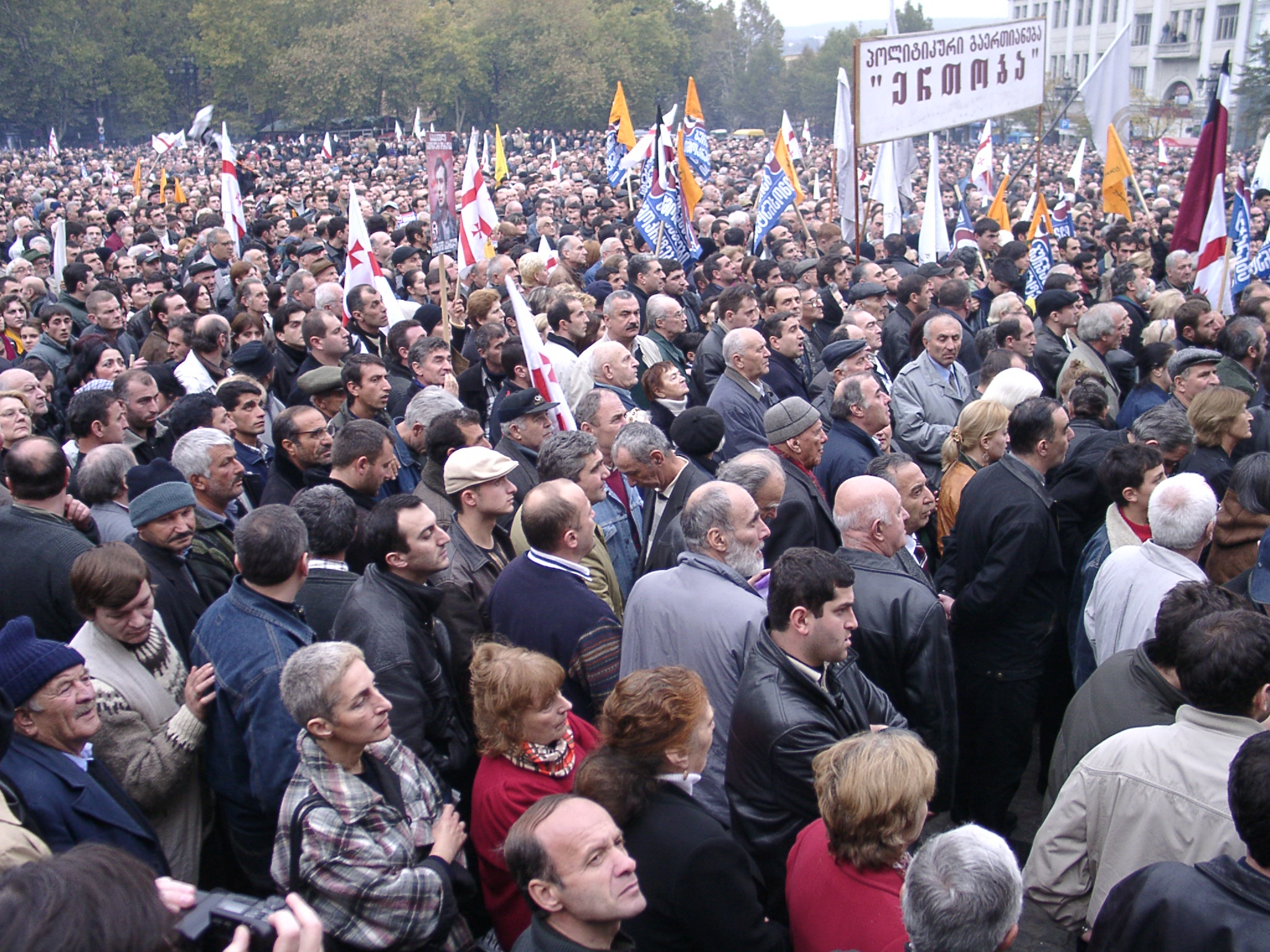
Демонстрации во время «Революции роз», 2003 год

В 1995 году президентом независимой от СССР Грузии стал Эдуард Шеварднадзе. К концу его второго срока в обществе нарастало недовольство действиями политика, неблагоприятным социально-экономическим положением и коррумпированностью чиновников. В 2003 году оно стало основной причиной «Революции роз», в результате которой Шеварднадзе сложил с себя полномочия. Пришедшего ему на смену Михаила Саакашвили в 2010 году подозревали в стремлении сохранить часть президентских полномочий после выхода в отставку. Перед выборами 2013 года он инициировал поправки к Конституции, перераспределившие власть между президентом, парламентом и правительством. Оппозиция обвинила Саакашвили в попытке сохранить полномочия, заняв пост премьер-министра. Но партия президента проиграла, и вскоре он был вынужден покинуть страну.

#### Казахстан

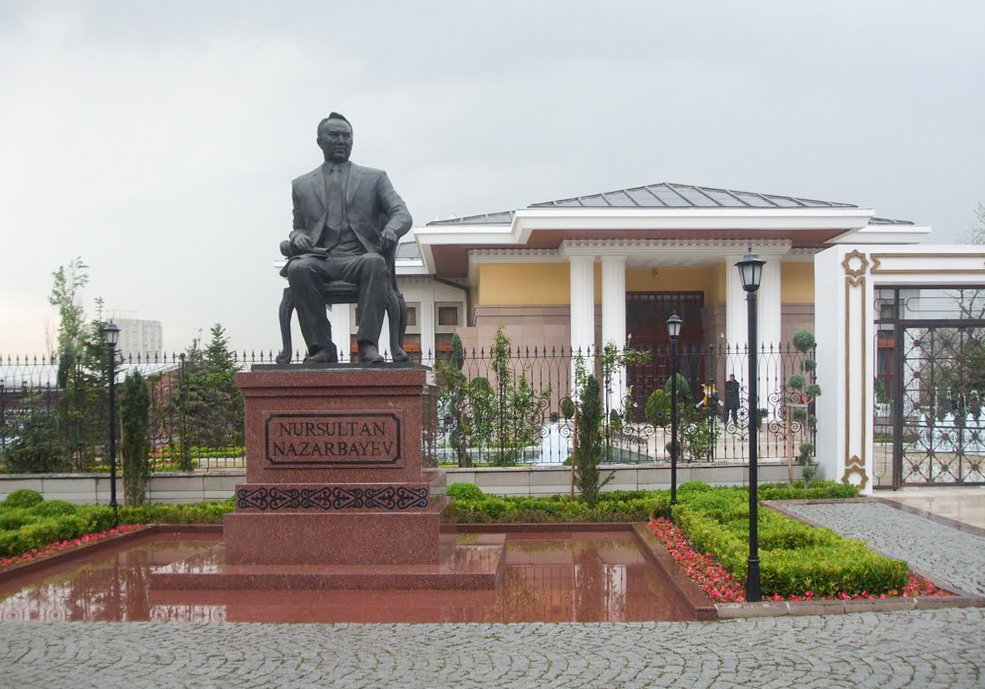
Памятник Нурсултану Назарбаеву в Анкаре, 2014 год

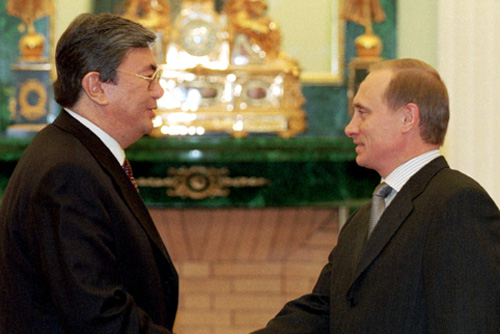
Касым Токаев и Владимир Путин, 2000 год

Президентский пост в Казахстане был введён в 1990 году, его занял первый секретарь Коммунистической партии Казахстана Нурсултан Назарбаев. В декабре следующего года он победил в безальтернативных президентских выборах, набрав более 98 % голосов. 29 апреля 1995 года в Казахстане был проведён референдум по продлению полномочий президента Назарбаева до 1 декабря 2000 года. За это высказалось 95,46 % избирателей.
Согласно принятой в 1993 году Конституции Назарбаев мог находиться у власти пять лет с последующим однократным переизбранием. 30 августа 1995 всенародное голосование утвердило новую Конституцию, сохранившую эти положения. Изменения в соответствующую статью были внесены только в 1998 году. Закон увеличил максимальный период нахождения у власти до семи лет и снял верхнее возрастное ограничение в 65 лет. Через несколько месяцев после внесения поправок прошли вторые президентские выборы, победу на которых одержал Назарбаев. В 2000 году Конституционный совет страны постановил отсчитывать сроки Назарбаева с принятия поправок в Конституцию. Тем самым президентство 1991—1998 годов было фактически аннулировано.
В 2005 году Назарбаев победил на очередных президентских выборах. Через два года парламент страны принял поправки к Конституции, сократившие срок его полномочий до пяти лет, но позволившие первому президенту Казахстана в виде исключения избираться неограниченное число раз. Таким образом за Нурсултаном Назарбаевым конституционно был закреплён статус бессменного лидера Казахстана. Кроме того, изменения закрепили за ним полную, безусловную и бессрочную неприкосновенность за все действия, совершённые во время нахождения в должности. Первый президент до конца жизни получил возможность обращаться к гражданам, пользоваться некоторой государственной собственностью, охраной и транспортом. Также закон позволил Назарбаеву вести деятельность в политической партии, и вскоре он возглавил партию власти «Нур Отан».
В декабре 2010 года ряд общественных деятелей Казахстана предложил продлить полномочия президента страны до 2020 года. Дипломат Олжас Сулейменов заявил, что «результат выборов всё равно был бы известен, но ради этого тратить сотни миллионов на подготовку проведения выборов едва ли стоит». Сам Назарбаев отклонил инициативу, но предложил провести выборы досрочно. В феврале 2011 года в основной закон страны внесли поправку о том, что «внеочередные президентские выборы назначаются решением президента республики и проводятся в порядке и сроки, установленные конституционным законом». Через месяц состоялось переизбрание Назарбаева на четвёртый срок, в 2015 году — на пятый.
В марте 2019 года 78-летний Нурсултан Назарбаев заявил о досрочном сложении полномочий. Его временно сменил спикер Сената и ставленник экс-президента Касым-Жомарт Токаев, место которого в Сенате заняла дочь Дарига Назарбаева. Некоторые политологи называли её следующим вероятным преемником главы государства. В июне 2019 года в стране прошли президентские выборы, на которых победил Токаев, набрав более 70 %. Позднее он и Назарбаев подтвердили, что планировали сценарий передачи власти более трёх лет. Экс-президент сохранил рычаги влияния на госаппарат, оставшись руководителем партии «Нур Отан» и пожизненным главой Совета безопасности — органа, с которым нынешний президент обязан согласовывать назначения на ключевые государственные посты. Тем не менее транзит власти сопровождался массовыми протестами, на фоне которых был создан новый консультативно-совещательный орган Совет общественного доверия, на первом заседании которого Токаев высказывал предложения либеральных изменений: смягчения отдельных норм закона о политических партиях, выработке нового закона о мирных митингах, декриминализации клеветы. В течение 2019 года Нурсултан Назарбаев продолжал политическую деятельность. Например, в августе он заявил об отмене досрочных выборов в парламент, хотя данное право закреплено за президентом страны. Активность политика демонстрировала, что передача власти произошла только формально. Формально он стал первым и, по состоянию на 2019-й, единственным лидером Центральной Азии, добровольно ушедшим в отставку.
В апреле 2021 года Назарбаев передал Токаеву пост председателя Ассамблеи народа Казахстана, в ноябре заявил о намерениях передать Токаеву и пост главы партии «Нур Отан». После массовых протестов в стране в январе 2022 года Токаев заменил его и во главе Совета безопасности Республики Казахстан, затем во главе партии «Нур Отан», которая вскоре была переименована в «Аманат». В апреле 2022 года Токаев ушёл с поста главы партии, где его сменил Ерлан Кошанов, а в опубликованных в мае поправках к Конституции было предложено исключить из текста основного закона упоминания Назарбаева.

#### Кыргызстан
Первый президент Киргизии Аскар Акаев всенародно избирался дважды в 1991 и 1995 годах. В 1998 году Конституционный суд обнулил его первый президентский срок, так как выборы проходили за два года до принятия новой Конституции. Благодаря этому Акаев смог баллотироваться в третий раз в 2000 году. Он стал активно продвигать своих родственников и союзников на ключевые политические должности, предположительно, подготавливая почву для передачи власти преемнику. Политика вызвала волну протестов и стала одной из причин «Тюльпановой революции». Погромы в стране 2005 года вынудили Акаева бежать сначала в Казахстан, а позднее — в Москву, где он подписал протокол о досрочном сложении полномочий. Его сменил на посту президента Курманбек Бакиев, при котором изменения в Конституцию вносили три раза. Один из проектов официально закреплял запрет на обнуление президентских сроков из-за изменений главного закона страны. В принятой в 2010 году редакции эта пометка отсутствует, хотя в ней закреплены смена формы правления от президентской республики к парламентской, ограничение президентской власти и однократный шестилетний срок.

#### Россия

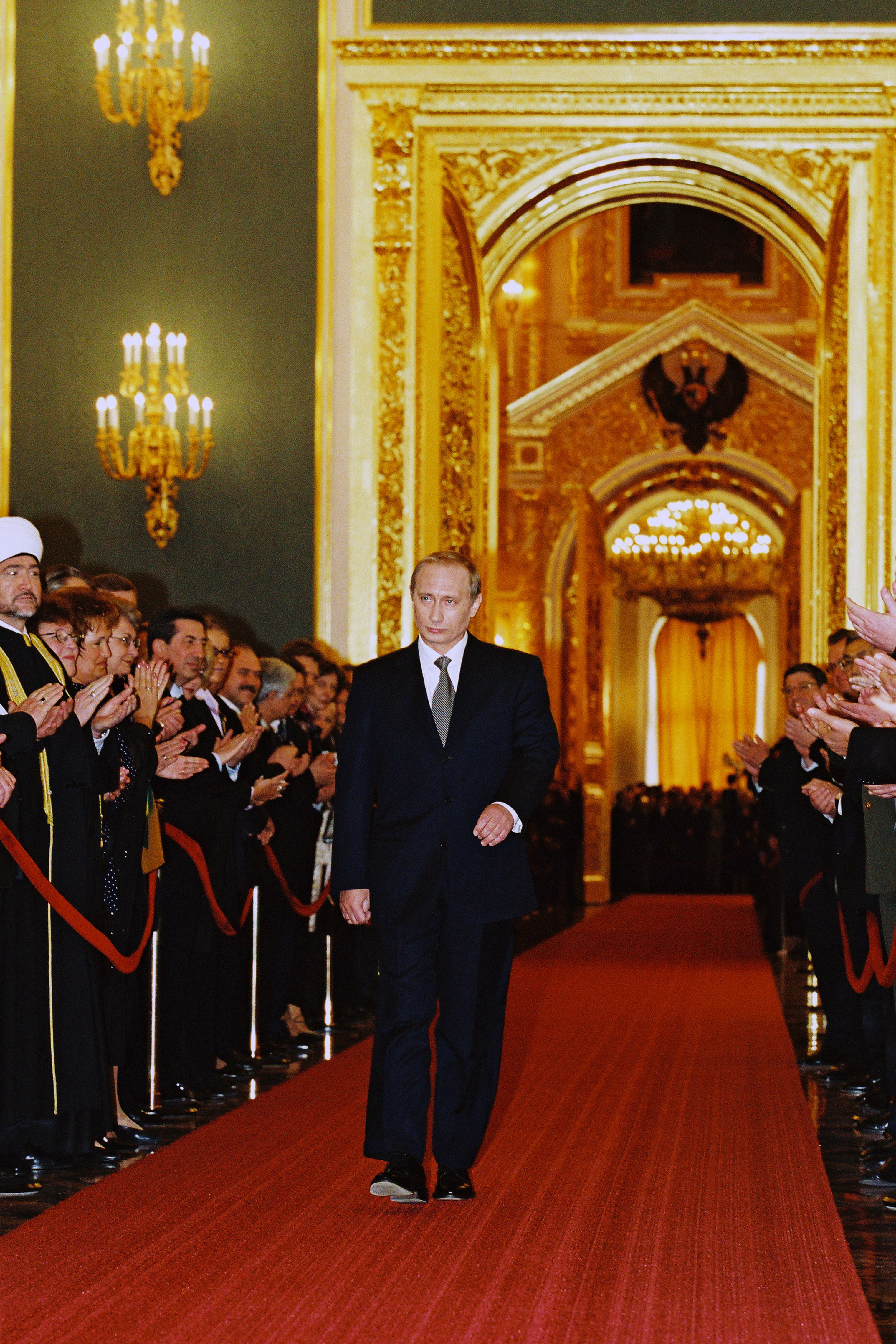
Инаугурация Владимира Путина в Андреевском зале Большого Кремлёвского дворца, 2000 год

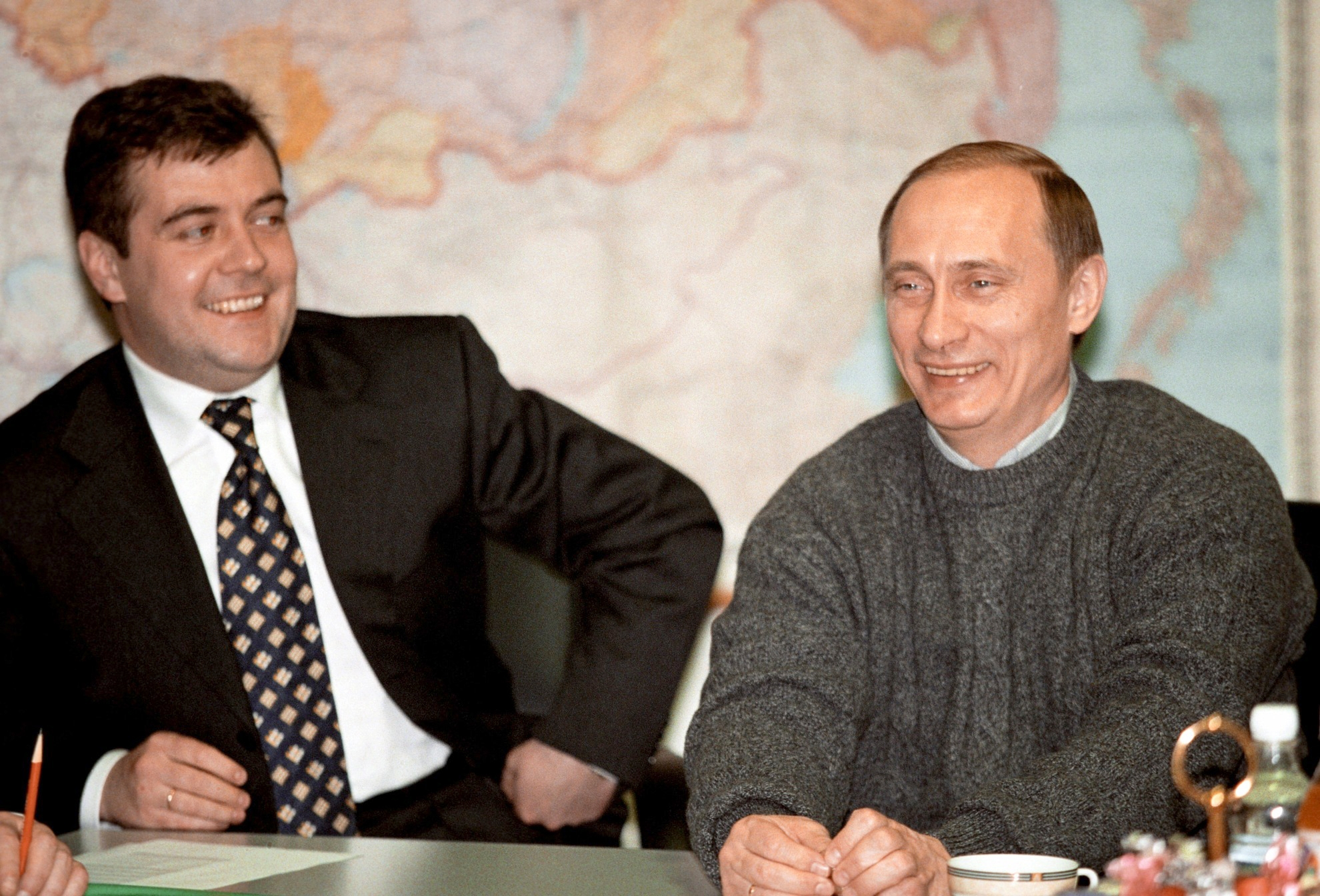
Дмитрий Медведев и Владимир Путин, 2000 год

Первый президент России Борис Ельцин был впервые избран в 1991 году ещё до вступления в силу Конституции 1993 года. В новой редакции отсутствовала пометка о максимальном 65-летнем возрасте для президента, иначе Ельцину пришлось бы уйти в отставку в 1996-м. В 1998 году к концу второго срока полномочий Ельцин инициировал рассмотрение в Конституционном суде обнуления своего первого срока, чтобы баллотироваться на следующих выборах. Судьи посчитали такое предложение неправомерным и противоречащим «выраженной на выборах воле народа». 31 декабря 1999 года глава государства заявил о досрочном сложении полномочий. Ельцин передал власть председателю правительства Владимиру Путину. В 2000 году он победил на выборах, набрав более 52 % голосов. Ряд исследователей относит это событие к акту преемничества, так как предшественник указал, за кого необходимо голосовать на предстоящих выборах. Но фактически Ельцин не смог сохранить своего положения, и первым случаем континуизма в России называют преемничество 2008—2012 годов. К концу своего второго периода у власти Владимир Путин заявил о поддержке первого вице-премьера Дмитрия Медведева на предстоящих выборах президента. В 2008 году Медведев победил на выборах, набрав 71 % голосов, Путин занял пост председателя правительства, оставаясь у верхних эшелонов власти. Это был первый случай на территории постсоветских государств, когда предыдущий лидер смог остаться в политике при трансфере власти. Путин стал влиятельным премьер-министром относительно инертного президента Медведева.
В редакции Конституции, действовавшей на момент «рокировки», было закреплено ограничение в два четырёхлетних президентских срока подряд. Уже через несколько месяцев после своего избрания Дмитрий Медведев инициировал поправки, которые продлили легитимный период до шести лет. В 2012 году Владимир Путин смог снова занять пост президента на два шестилетних срока, будучи переизбранным в 2018-м. В инициированных им в январе 2020 года изменениях Конституции предусмотрено ограничение в два президентских срока «всего», а не «подряд». Весной того же года депутат Государственной думы Валентина Терешкова вынесла на рассмотрение поправки к 81-й статье, которые фактически обнуляют предшествовавшие сроки Владимира Путина и Дмитрия Медведева. Конституционный суд не нашёл в инициативе антидемократических или антиконституционных положений, и летом 2020 года она вместе с другими поправками была закреплена всенародным голосованием. События вызвали резкую критику в СМИ, неоднозначную реакцию в обществе и акции протеста. Тем не менее международные политологи заявляли о неспособности оппозиции и митингующих повлиять на ситуацию из-за сплочённости политических элит. Сам Путин говорил, что обнуление нацелено на поддержание функционирования политической системы, иначе «вместо нормальной ритмичной работы на очень многих уровнях власти начнётся рысканье глазами в поисках возможных преемников».
Так как во время президентства Дмитрия Медведева Путин фактически оставался у власти, его называют главой Российского государства, которому удалось сохранять полномочия дольше всех со времён Иосифа Сталина.

#### Таджикистан
После прихода к власти Эмомали Рахмона в 1994 году срок президентских полномочий в Таджикистане увеличили до семи лет. В 1999-м действовавший президент был переизбран, набрав 97 % голосов. В 2003 году очередное всенародное голосование одобрило 56 поправок к действовавшей Конституции, среди которых увеличение максимально допустимого количества президентских сроков до двух и отмена возрастного ограничения в 65 лет. Также добавили уточнение, что «выборы президента на два срока подряд начинаются после прекращения полномочий действующего президента». Победа Рахмона на выборах 2006 года фактически обнулила период предыдущего правления и позволила ему баллотироваться в 2013-м. Через два года он получил официальный титул «Основатель мира и национального единства — Лидер нации», который гарантировал свободу от уголовного преследования, возможность обращаться к гражданам и участвовать в государственных мероприятиях после сложения президентских полномочий. В 2016 году в стране провели референдум, позволивший действовавшему президенту избираться неограниченное число раз и сокративший минимальный возраст для будущих кандидатов до 30 лет. Политологи предполагают дальнейшую узурпацию власти и её трансфер старшему сыну Рахмона Рустаму Эмомали.

#### Туркменистан
В июне 1992 года первый секретарь Коммунистической партии Сапармурат Ниязов победил на безальтернативных президентских выборах, набрав 99,5 %. На следующий год он был удостоен титула Туркменбаши. В 1994-м в стране прошел референдум, продливший период полномочий президента на новый пятилетний срок. В 1999 году высший представительный орган страны Халк Маслахаты закрепил за Туркменбаши статус пожизненного президента. В декабре 2006 года Сапармурат Ниязов скончался, пробыв у власти шестнадцать лет. В нарушение Конституции его пост занял вице-премьер и министр здравоохранения Гурбангулы Бердымухамедов, что позволило политологам называть его коллективно одобренным правящей элитой преемником Ниязова. Через год он победил на первых в истории страны альтернативных президентских выборах и позднее дважды переизбирался на выборах 2012 и 2017 годов. При этом за год до последнего волеизъявления он инициировал поправки к Конституции, отменившие возрастной ценз в 70 лет и продлившие срок полномочий с пяти до семи лет. Эксперты ОБСЕ называли продление срока нежелательным, хотя одобряли отмену возрастных ограничений. В феврале 2022 года было объявлено о проведении досрочных президентских выборов, в которых Гурбангулы Бердымухамедов участвовать отказался, заявив, что собирается «дать дорогу молодым». Выборы прошли 12 марта 2022 года, по их результатам президентом страны стал его сын, Сердар Бердымухамедов.

#### Узбекистан
Первый президент Узбекистана Ислам Каримов был избран в 1991 году, ещё до принятия Конституции нового государства, в которой закрепили ограничение президентских полномочий двумя пятилетними сроками. Поправки 1995 года продлили его период управления страной до 2000 года. Победив на президентских выборах, он получил возможность оставаться у власти ещё пять лет. Именно этот срок был официально признан первым на основе Конституции 1992 года. В 2002-м в главный закон страны были внесены две поправки касательно срока полномочий главы государства. В 90-й статье максимальный единовременный срок увеличили с пяти до семи лет. В статью 117 дописали, что выборы президента Узбекистана проводятся «в год истечения конституционного срока [президентских] полномочий — в первое воскресенье третьей декады декабря». Дальнейшая правовая практика показала, что власти негласно трактуют формулировку как возможность продлить президентские полномочия ещё примерно на год. Так, избранный в январе 2000-го Каримов продолжал занимать пост с января по декабрь 2007-го в ожидании новых выборов. Он принял в них участие, несмотря на конституционное ограничение в два президентских срока. Победа обеспечила ему пребывание у власти вплоть до 2014-го. Действия политика позволили исследователям классифицировать политическую систему Узбекистана как султанизм или особый тип диктатуры.
В ноябре 2010 года Каримов обнародовал «Концепцию углубления демократических реформ и формирования гражданского общества», в рамках которой предусмотрено ограничение полномочий президента. В 2011 года ряд соответствующих поправок Конституции был принят палатами Олий Мажлиса и главой государства. В частности, срок президентских полномочий снова сократили до пяти лет, хотя Каримов сохранил дату предстоящих президентских выборов, назначенных на первую половину 2015 года. Победа на голосовании с результатом около 90 % голосов обеспечила ему нахождение у власти до 2020 года. Политологи считали, что к следующим президентским выборам президент готовит трансфер власти. Предполагалось, что его ставленником будет старшая дочь Гульнара Каримова, премьер-министр Шавкат Мирзиёев или министр макроэкономики Рустам Азимов. Но в сентябре 2016 года президент скончался от инсульта, всего он оставался у власти 27 лет. В обход Конституции исполняющим обязанности президента стал Шавкат Мирзиёев, кандидатуру которого утвердили обе палаты узбекского парламента. Политологи предполагают, что он стал компромиссной фигурой в противостоянии правящих элит.

#### Украина

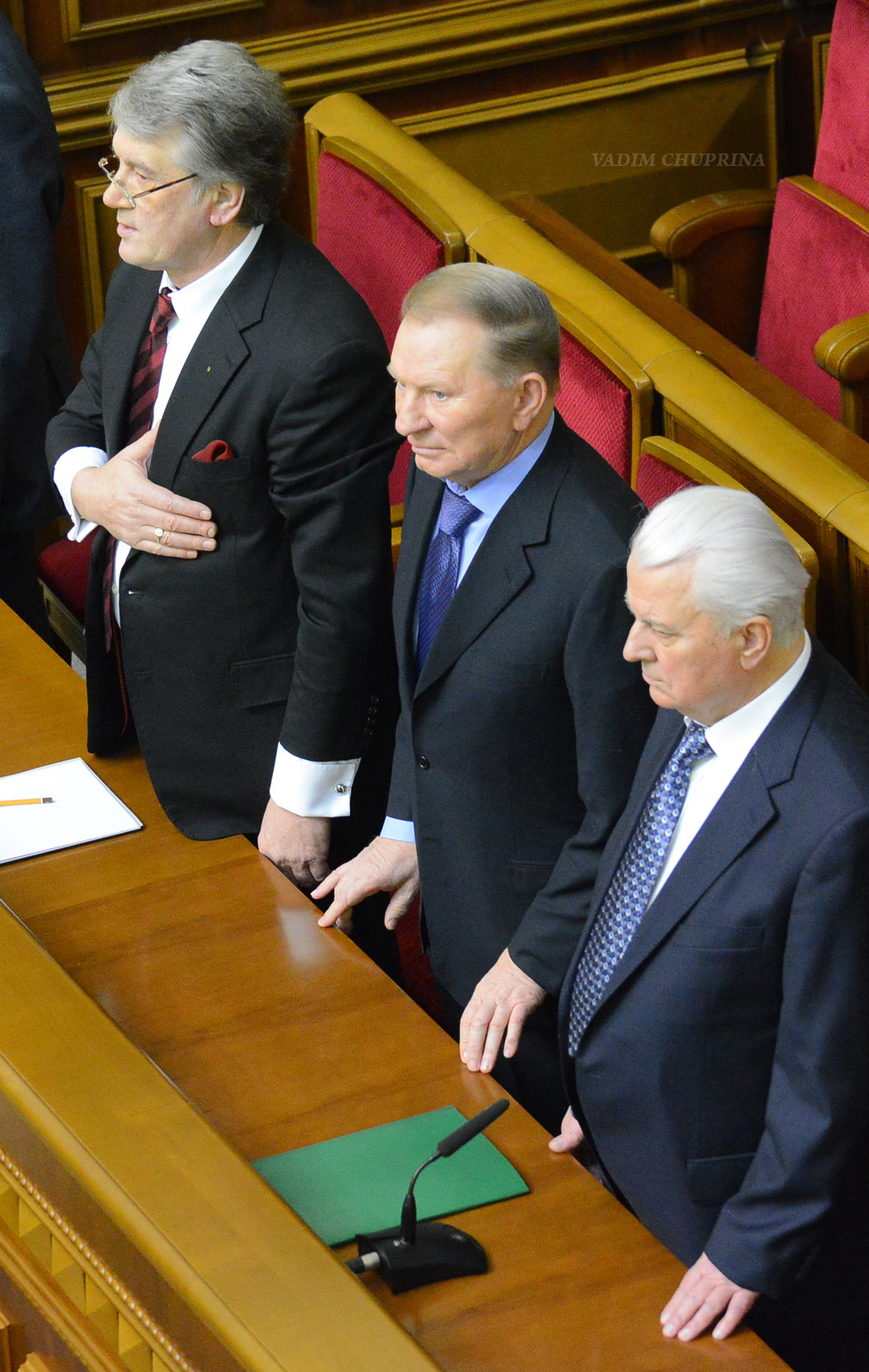
Президенты Украины Виктор Ющенко, Леонид Кучма, Леонид Кравчук, 2014 год

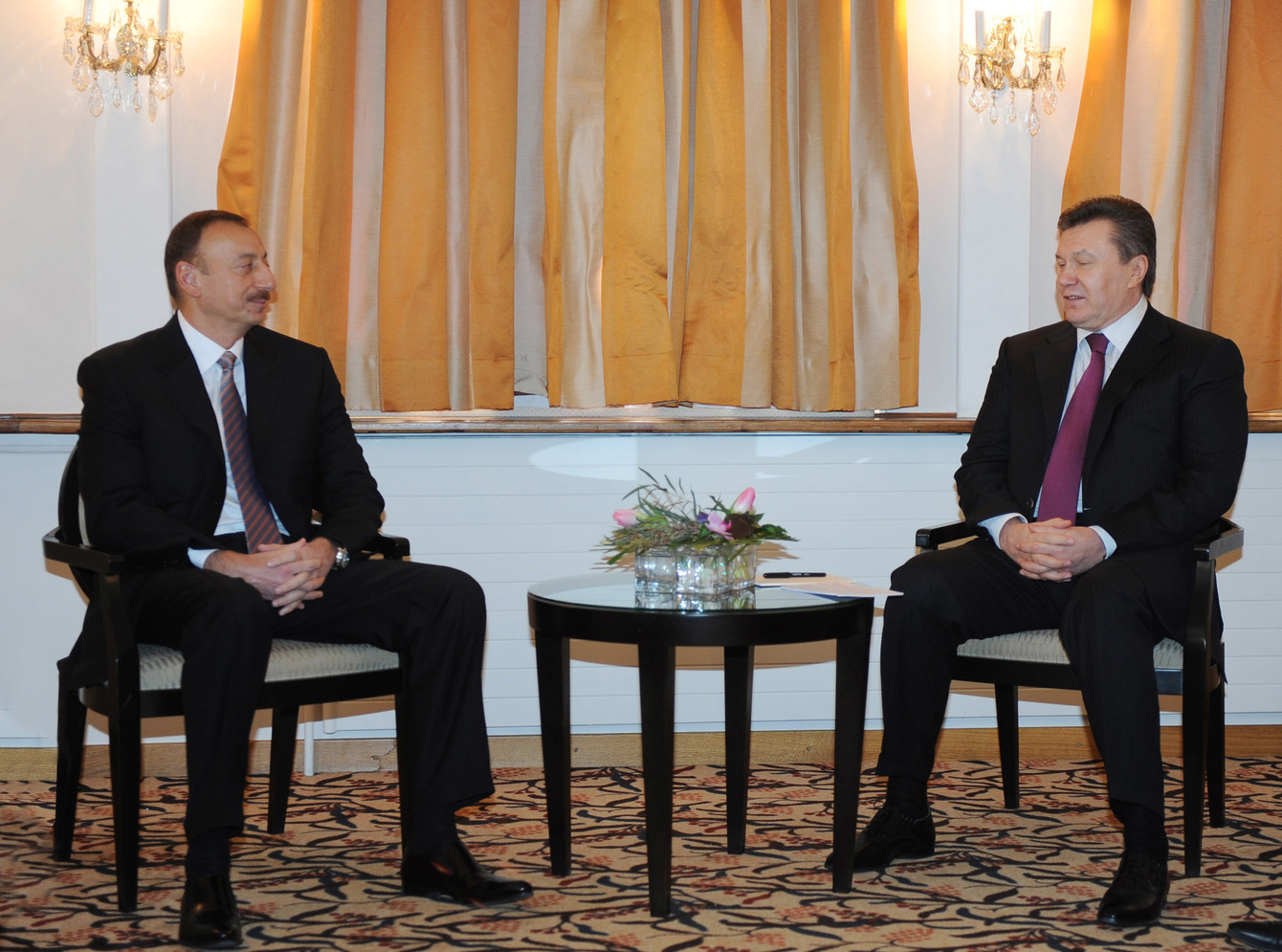
Ильхам Алиев и Виктор Янукович, 2011 год

В 1994 году пост главы государства занял бывший коммунистический деятель Леонид Кучма. Во время проведения выборов действовала Конституция, составленная ещё в советское время, хоть и реформированная позднее. В 1996 году власти приняли новую редакцию главного закона страны, и через три года президента переизбрали по новым порядкам. Среди них был запрет одному лицу занимать пост главы государства более двух сроков подряд. Несмотря на это, в 2003-м Кучма предпринял попытки продлить полномочия или перейти на другую должность, сохранив прежнее влияние в политической системе. Опасаясь проигрыша на предстоящих выборах, он инициировал рассмотрение законопроекта, предусматривавшего избрание президента парламентом. Поправки не набрали необходимого количества голосов. Одновременно идентичное ходатайство направили на рассмотрение Конституционного суда, который одобрил норму. Согласно ей, через два года после всенародных президентских выборов 2004-го и сразу после очередных парламентских выборов президент должен был быть переизбран. Законопроект разрабатывался совместно с администрацией Кучмы, хотя он сам заявлял об отказе участвовать в предстоящем голосовании. Представители оппозиции считали, что Кучма намеревался пропустить два года и вернуться к власти в 2006-м. В декабре 2003 года депутаты Верховной рады направили в Конституционный суд страны запрос на разрешение президенту баллотироваться на третий срок, так как на момент его первого избрания действовала старая редакция Конституции. Суд удовлетворил запрос, позволив Кучме баллотироваться на третий срок подряд. Но в феврале 2004-го президент отказался от этой возможности. Он попытался продвинуть своего преемника — Виктора Януковича. Результаты президентских выборов вызвали массовые волнения и выступления оппозиции. 3 декабря 2004 года Верховный суд отменил итоги голосования, в обход Конституции назначив третий тур. Победу одержал лидер оппозиции Виктор Ющенко. Попытки континуизма первых украинских лидеров отличались от сходных в странах Центральной Азии проявлением более серьёзного отношения к действовавшим законам. Их неудачный исход определило, в частности, сопротивление со стороны крупных бизнесменов и региональных политико-экономических группировок.
В конце февраля 2010 в должность вступил новый президент Украины — Виктор Янукович. Его правление отмечено первым в истории современной Украины устранением главного политического оппонента на будущих президентских выборах путём уголовного преследования. В 2011 году Юлия Тимошенко была осуждена и приговорена к семи годам лишения свободы. Президента обвиняли в попытках продлить полномочия за счёт поправок к Конституции, но в 2014 году Янукович был фактически отстранён от руководства. В 2018-м его преемника Петра Порошенко СМИ также подозревали в стремлении продлить полномочия. В ноябре президент ввёл военное положение после задержания украинских военных судов у морской границы России в Керченском проливе. По законодательству Украины, во время режима запрещено проводить президентские выборы, которые были назначены на конец марта 2019 года. Но уже в декабре 2018-го Порошенко снял ограничения.

#### Страны Балтии
Ряд экспертов выделяет страны Балтии (Латвию, Литву и Эстонию) в отдельную категорию, где институт президентства отличается в силу исторических особенностей. Так, он действовал на их территории ещё в 1920—1930-х годах. Когда спустя более полувека он начал формироваться заново, общество учитывало существующий опыт. Кроме того, ориентация на европейские ценности способствовала развитию демократических практик. После распада СССР на этих территориях установились парламентские и смешанные республики, а их политики не стремились к пожизненному правлению. Отдельные исследователи связывают с этими фактами устойчивое экономическое развитие территорий при отсутствии сырьевых ресурсов.

#### Непризнанные и частично признанные государства

##### Абхазия

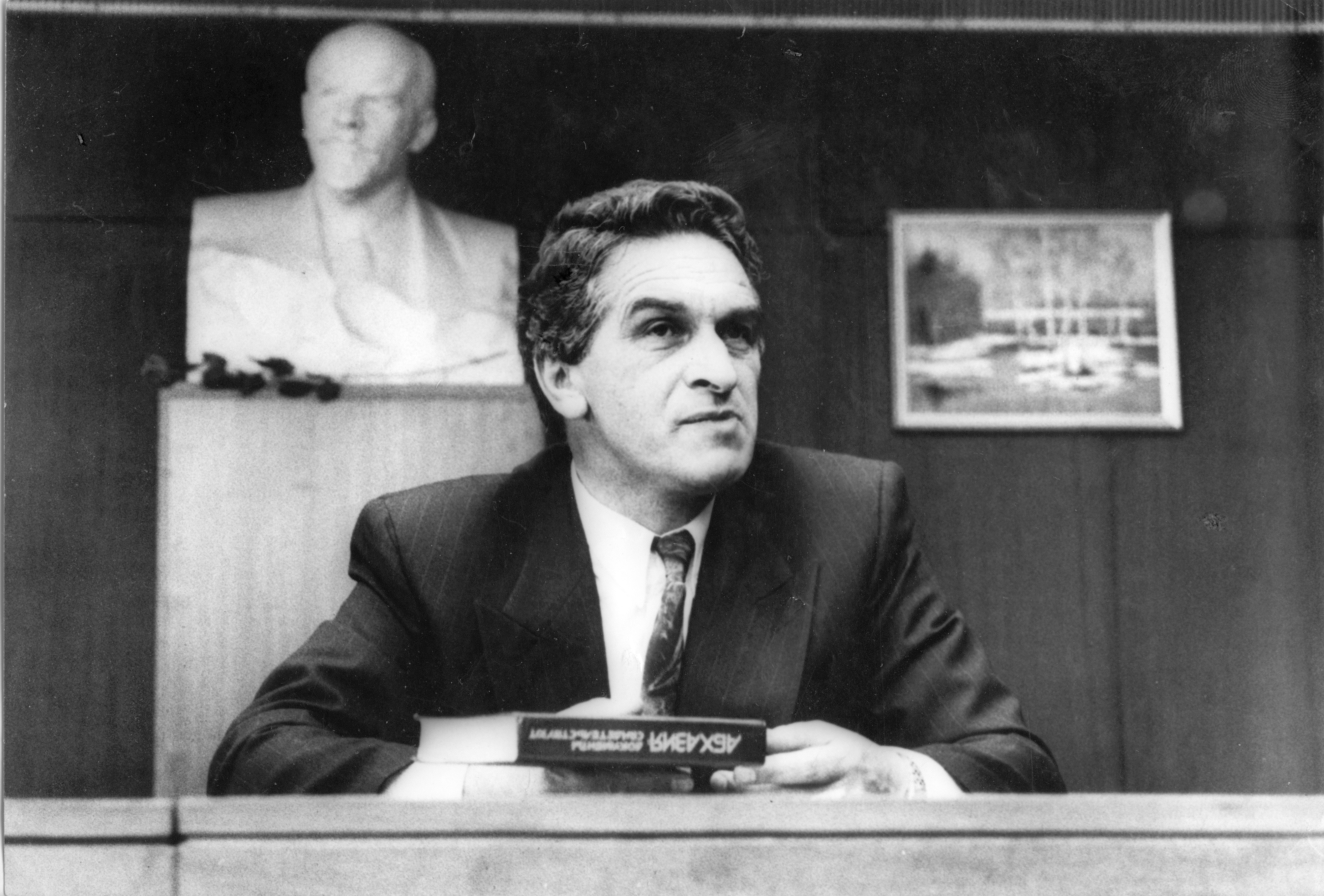
Владислав Ардзинба, XX век

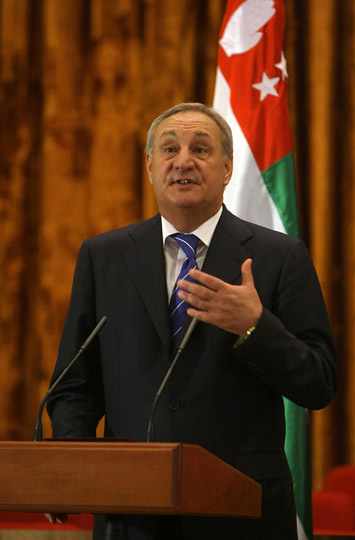
Сергей Багапш, 2009 год

В 2004 году президент страны Владислав Ардзинба, правивший непризнанной республикой около десяти лет, был вынужден подать в отставку по состоянию здоровья. Он прямо указал своего преемника — Рауля Хаджимбу. Но политик уже в первом туре президентских выборов 2004 года проиграл Сергею Багапшу. Политическая элита стала оспаривать результаты голосования, Ардзинба отказался сложить полномочия после инаугурации Хаджимбы, и вскоре Верховный суд Абхазии признал их недействительными. При поддержке российской стороны конфликт и последовавшие за ним массовые волнения удалось урегулировать. На новых выборах в январе 2005 года Багапш и Хаджимба выдвигались как кандидаты на пост президента и вице-президента.

##### Приднестровская Молдавская Республика
Первый президент непризнанной Молдавской Республики Игорь Смирнов смог оставаться у власти в течение четырёх президентских сроков с 1990 по 2011 год. Это не противоречило Конституции непризнанного государства, в которой не было прописано максимального количества сроков для одного президента. Соответствующую поправку внесли только после поражения Смирнова на выборах 2011 года.

## Аспекты
Переход к демократическому строю, сопровождавшийся рядом кризисов и упадком экономики, а также предыдущий исторический опыт сформировали особое отношение к власти на территории постсоветских государств. В большинстве случаев утрата полномочий грозит политику и его родственникам потерей собственности и безопасности. Борьба за власть приобретает жёсткий характер, а элиты отказываются добровольно передавать её. Подобной ситуацией характеризуются авторитарные режимы, где высшие должностные лица не считаются с конституционными и другими законодательными нормами в попытках продлить свои полномочия.
Ключевыми факторами демократизации бывших постсоветских республик являлись географическое положение и исторический опыт. В странах Центральной Азии доминируют такие ценности, как стабильность, единство власти и преемственность. В этих государствах зачатки демократических институтов были практически сразу ликвидированы, власти успешно реализовывали сценарии продления полномочий. При этом события в разных странах региона влияли на политическую ситуацию друг друга. Так, последовавший за смертью Ислама Каримова трансфер власти Шавкату Мирзиёеву в Узбекистане подтолкнул президента Казахстана скорректировать и ускорить запуск собственного сценария перехода. В бо́льшей степени укорениться демократические нормы смогли в странах Восточной Европы (за исключением Беларуси), где ориентация на западную политическую практику определила стремление населения к переменам. Лидеры стран с укоренившимися демократическими практиками рано или поздно сталкивались с необходимостью передачи власти другому лицу. А их попытки продлить конституционно закреплённые сроки приводили к столкновениям между гражданским обществом и правительством, примером чего служит Армения. Даже фиктивные трансферы власти вызывали дестабилизацию режима и общественные волнения.

## Особенности института президентства на территории бывшего СССР
После распада Советского Союза на территории его бывших республик приблизительно в один период начался процесс формирования собственных политических систем. Конституции большинства из них утвердили доминирующую роль института президента, независимо от системы правления. Исключением стали Латвия, Литва и Эстония, где сильная единоличная власть оказалась неприемлема из-за культурно-исторических особенностей и ориентации на европейскую интеграцию. В других странах политическая конъюнктура, неразвитость гражданского общества и партийной системы, социальные и экономические кризисы 1990-х годов определили потребность в сильной президентской власти. Президенты нередко получали диктаторские полномочия для укрепления положения элит и подавления оппозиции. Так, политолог Павел Волобуев писал о российском истеблишменте начала XXI века: 
По форме нам дана президентская республика. Фактически мы получили полумонархию, а точнее — имперское президентство. Отброшен, прочь фундаментальный принцип разделения власти. Президент сосредоточил в своих руках всю полноту законодательной, исполнительной и, по сути, судебной власти, обладая единоличной монополией на определение главных направлений внутренней и внешней политики.
 В последующие тридцать лет авторитарное начало систем продолжало усиливаться, а принципы его развития в разных странах оказались идентичны. Основными тенденциями стали: стремление к увеличению объёма полномочий президента и продление их срока.
Зачастую главы государств самостоятельно стимулировали консервативные трансформации посредством указов и актов, которые регулировали даже конституционные реформы (например, в Казахстане). Кроме того, усиление и продление президентской власти стало возможным благодаря работе поддерживающих партий («партий власти»). Фактически они служат механизмом в руках главы государства, а не самостоятельными субъектами политического процесса. Их основные функции включают: защиту и поддержку власти, объединение разрозненных элит, поддерживающих деятельность главы государства, подготовку административных кадров и консолидацию электората для завоевания парламентских мандатов.
Институт семьи служит другим важным аспектом пролонгации полномочий президентов стран бывшего СССР. Стареющие лидеры стремятся возвысить или передать полномочия своим родственникам, чтобы сохранить власть или обезопасить себя после отставки. Впервые исследователи стали учитывать значение кумовства в правление первого президента России Бориса Ельцина. Его зять Валентин Юмашев возглавлял президентскую администрацию и был связан с трансфером власти Владимиру Путину.
Кроме того, в условиях продления полномочий институт президентства начинает зависеть от самих глав государств. В редких случаях добровольного отказа от полномочий лидеры самостоятельно «назначают» преемников. Например, передача власти от Бориса Ельцина к Владимиру Путину в 2000 году (Россия), от Гейдара Алиева — Ильхаму Алиеву в 2003 году (Азербайджан). Некоторые исследователи относят к этой категории «рокировку» между Владимиром Путиным и Дмитрием Медведевым в 2008—2012 годах (Россия).
В зависимости от доминирующих аспектов института президентства исследователи выделяют три типа режимов в постсоветских государствах: персоналистский, семейно-династический и корпоративный. К первому относят большинство стран, его яркими примерами являются Беларусь и Россия. Ко второму — Азербайджан и, предположительно, Таджикистан. К третьему принадлежат страны, где президенту удаётся сохранять легитимность благодаря корпоративной организации властной элиты. Примером последнего служат режимы Роберта Кочаряна и Сержа Саргсяна в Армении, за которыми стояла Республиканская партия.

## Последствия

### Проблемы и критика
Отдельные исследователи полагают, что переходные страны нуждаются в сильной президентской власти, которая способна обеспечить политическую стабильность и эффективное управление. Ряд экспертов уверен, что ограничение сроков грозит потерей эффективного лидера. По их мнению, конституционные нормы не могут ограничивать народ, который волен определять период нахождения у власти для выбранного кандидата самостоятельно. Главным аргументом в защиту такой позиции служит апатия, возникающая у президента в ожидании окончания последнего срока, его нежелание активно участвовать в политической жизни.
Однако сменяемость президента является одним из индикаторов демократического государства. В её отсутствие не существует барьеров, мешающих присвоению власти, стагнации общества и его политической системы. Практика сопровождается рядом проблем для режимов: старением главы государства, накоплением внутренних конфликтов, появлением новых системных вызовов. Политик, находящийся во главе государства долгое время, теряет мотивацию к изменению политического курса под влиянием мнения избирателей. Зачастую он также склонен к консерватизму и установлению культа личности, коррупции и злоупотреблениям, а также лишается адекватного представления о реальности. Например, в Туркмении во время правления Ниязова распространился культ личности: граждане в обязательном порядке изучали книгу Рухнама, написанную, согласно официальной версии, президентом, в Ашхабаде установили позолоченную статую вождя, действовал придуманный им календарь.
Парадоксально, что в большинстве случаев политические элиты используют в качестве аргумента в защиту продления полномочий президента тезисы о достигнутых демократических успехах, необходимости их сохранения, о стремлении довести до конца начатые положительные преобразования. Также политики бывших республик СССР вплоть до кризиса 2008 года часто заявляли об уверенных темпах экономического роста, якобы возникших в результате их грамотной политики. Но экономическое развитие ряда стран региона в 2000—2008 годах наблюдалось благодаря росту мировых цен на нефть и природный газ (например, в Азербайджане, Казахстане, России, Туркмении и Узбекистане).
Хотя первые Конституции всех бывших республик СССР предусматривали ограничения по количеству и продолжительности сроков, в дальнейшем эти пункты были отменены или игнорировались. Это даёт политологам основания характеризовать большинство из 15 президентских республик, образовавшихся после распада Советского союза, как «выборную монархию». Для сравнения: из двадцати президентских республик Латинской Америки только две описаны подобным образом (Венесуэла и Куба). Из тринадцати случаев обнуления числа сроков, реализованных в мире с 1996 по 2020 год, шесть произошли на территории бывших постсоветских республик. Монократические режимы, законсервированные в постсоветских сверхпрезидентских системах, препятствуют реальной политической конкуренции и развитию плюралистичности.

### Статус выборов
Действия лидеров постсоветских стран показывают, что референдумы являются только орудием в попытке сохранить власть в одних руках, а не полноценным инструментом волеизъявления. Традиционными сценариями продления срока полномочий главы государства посредством конституционного института являются:
- Вынесение на всенародное голосование ряда поправок, одна из которых предполагает увеличение срока полномочий главы государства (Узбекистан 2002 год, Таджикистан 1999 год).
- Вынесение на голосование вопроса о продлении полномочий президента на новый (первый) срок после изменения редакции Конституции (Узбекистан 1995 год, Кыргызстан 1994 год, Казахстан 1995 год).
- Вынесение на всенародное голосование вопроса о продлении полномочий президента задолго до окончания его срока (Таджикистан 1994 год).

Ситуация, при которой сочетаются сдерживающие конституционные нормы и недемократические действия политиков, свидетельствует о симулятивной демократии. В постсоветских странах с подобным строем политический курс никогда не менялся по итогам выборов. Они лишь формально закрепляли трансфер власти, который де-факто происходил до голосования и определялся соотношением сил в политической элите. Политики придерживаются такой практики, чтобы сохранить стабильность режима. Во время революций и перераспределения сил недоверие к институту зачастую влечёт отказ проигравшей стороны признавать результаты. Суды как главные институты арбитража тоже дискредитированы, а их решения не признаются окончательными. Так, Конституционный суд Украины обвиняли в ангажированности президентской администрации Кучмы после одобрения поправок, продливших его полномочия в 2003 году.

### Статус конституции
Новые Конституции бывших советских республик были ориентированы на предотвращение злоупотреблений властью и её консолидации в одних руках на длительное время. Позднее первоначальный конституционный компромисс в ряде стран неоднократно пересматривался. Первые референдумы о поправках, влиявших на длительность президентского срока, прошли в Казахстане в 1995 году и в Беларуси в 1996 году. Позднее — в Узбекистане (2002 год) и России (2008 и 2020 годы). Киргизская Конституция пересматривалась в общей сложности шесть раз (1996, 1998, 2003, 2006, 2007 и 2010 годы). Первые три редакции были проведены в период правления первого президента Аскара Акаева с целью расширить и продлить его полномочия, две — в правление пришедшего ему на смену Курманбека Бакиева. Редакция 2010 года закрепила в стране парламентскую форму правления, ограничивая полномочия президента. Регулярные редакции и прямые нарушения конституционных норм приводят к дискредитации политических институтов.

## Комментарии
1. ↑  Фактически, выборы стали третьими в карьере политика, но официально отсчёт его президентства вели с 2000 года.